# Eugène Ionesco
Eugène Ionesco, francoski dramatik romunskega rodu, * 26. november 1909, † 28. marec 1994.
Pisal je predvsem avantgardne, iracionalistične igre ("Plešasta pevka", "Učna ura", "Stoli", "Nosorogi", "Žeja in lakota").

## Življenje

### Mladost
Vodilni predstavnik dramatike absurda Eugène Ionesco se je rodil v romunski Slatini. Otroštvo je s sestro preživel v Franciji (mati Thérèse Icard je bila Francozinja); v svojih esejih se spominja, kako ga mati ni mogla odtrgati od lutkovnih predstav v pariškem parku Luxembourg. V Spominih na smrt je zapisal: »Bila je to prava predstava sveta, nenavadna, neverjetna, resničnejša od resničnosti, popreproščena in karikirana, pa sem jo vseeno gledal, kako podčrtava grotesknost in grobo resničnost taistega sveta.« 
Oče, ki ga Eugène zaradi zaničevalnega odnosa do matere in sestre ni maral, je med I. svetovno vojno zapustil družino in se vrnil v Romunijo, pod pretvezo se je ločil in si tam ustvaril novo družino. Ionesco se je vrnil v Bukarešto in na tamkajšnji najstarejši univerzi Colegiul Naţional Sfântul Savado doštudiral francosko literaturo, postal učitelj francoščine in literarni kritik. V Zodiac review je leta 1930 objavil prvi članek, v naslednjih letih pa izdal zbirko pesmi in esejev. Leta 1936 se je poročil s študentko prava in psihologije Rodico Burileanu; v zakonu se jima je leta 1944 rodila hči Marie France-Ionesco, za katero je kasneje napisal vrsto nekonvencionalnih otroških zgodb. Umrl je v Parizu.

### Gledališče
Pred vojno se je z ženo preselil v Pariz, kjer je zaradi izbruha II. svetovne vojne tudi ostal. Dobil je francosko državljanstvo, delal kot skladiščnik, kasneje pa kot korektor pri založbi.
Ionesco je, kljub temu da ga je kot otroka začarala gledališka umetnost, kot odrasel zavzel do gledališča skoraj sovražno stališče. »Včasih se mi zdi, da sem se pisanja za gledališče lotil zato, ker teatra nisem maral.« V začetku petdesetih let se je zapisal med najpomembnejše dramatike 20. stoletja in ob Beckettu postal utemeljitelj dramatike absurda. Prav njegovo kritično stališče do takratnih gledaliških praks je vplivalo na razvoj novih dramskih in uprizoritvenih načinov. »V gledališču se mi je vse zdelo obupno. Ko sem videl, kako se igralci popolnoma enačijo z dramskimi osebami in – na primer – jočejo na odru, s pravimi solzami, mi je bilo to neznosno, menil sem, da je kaj takega nespodobno.«

### Dramska besedila
Prva in še danes najuspešnejša Ionescova antidrama Plešasta pevka (La Cantatrice chauve) se je začela kaliti leta 1948, inspirirali pa so jo učbeniki za učenje angleščine, kjer je Ionesco naletel na ponavljajoče fraze in brezsmiselne dialoge. Njegov prvi dramski poskus je bil 
krstno uprizojen 11. maja 1950 v Theatre des Noctambules. Sledile so uprizoritve iger Učna ura (La Leçon, 1951) in Stoli (Les Chaises, 1952). Po Nosorogih (Les Rhinocéros), ki so bili uprizorjeni 25. januarja 1960 v gledališču Odéon, je Ionesco doživel svetovno slavo. 
Ko so bili Nosorogi prikazani v Nemčiji, je publika petdesetkrat zahtevala, da se zavesa ponovno dvigne. Naslednji dan so častniki pisali: »Ionesco nam je pokazal, kako smo postali nacisti.« Ionesco se je v intervjuju v Playwrights at Work takole spominjal reakcij na Nasoroge: »V Moskvi so hoteli, da besedilo popravim in da jim zagotovim, da gre za obravnavanje nacizma in ne ruskega totalitarizma. V Buenos Airesu je vojaško vodstvo menilo, da v igri napadam njihov peronizem, v Angliji pa so mi očitali, da sem malomeščan.« 
Avtor je o Nosorogih zapisal, da so »protinacistična igra«, ki je pognala iz gnusa nad tem, kako so njegovi prijatelji počasi sprejemali nacistični režim in miselnost.

## Vir
Eugène Ionesco, Gledališki list Drama SNG Maribor, Nosorogi, št. 2, sezona 2007/2008